# Rhamphomyia eupterota
Rhamphomyia eupterota är en tvåvingeart som beskrevs av Friedrich Hermann Loew 1873. Rhamphomyia eupterota ingår i släktet Rhamphomyia och familjen dansflugor. Inga underarter finns listade i Catalogue of Life.